# بيتزا بيتزا (فلم)
بيتزا بيتزا  فيلم كوميدي مصري للمخرج مازن الجبلي وهو أول فيلم يخرجه. عام 1998، كتب السيناريو والحوار بسيوني عثمان. الفيلم من بطولة جالا فهمي، أشرف عبدالباقي، علاء ولي الدين، جيهان فاضل، وفاء عامر، وجيهان سلامة  وتدور الأحداث حول مجموعة من الأصدقاء الشباب تعيش حياة ماجنة وعندما تبدأ الإتجاه للعمل تصادفهم المشاكل التي تصل إلى ارتكاب الجرائم ولكن تعاونهم يؤدي إلى نجاتهم.
صدر الفيلم إلى دور العرض المصرية في 29 يونيو 1998.
منح موقع قاعدة بيانات الأفلام على الإنترنت (IMDB) الفيلم درجة 3.1/ 10.
منح موقع قاعدة بيانات الأفلام العربية «السينما.كوم» الفيلم درجة 3.4/ 10.

## طاقم التمثيل
| - جالا فهمي: فرح - أشرف عبد الباقي: محسن - علاء ولي الدين: مهاد - جيهان فاضل: سارة الإيطالية | - وفاء عامر: دلال - جيهان سلامة: الدكتورة جيهان - عبد الله الكاتب: غزال - أميرة فتحي: سوسو | - حسين الإمام: بيبرس - السيد راضي: توتي - كامل الشريف: القاتل - يوسف عيد: البواب | - عمرو يسري : رعد - مهجة عبد الرحمن: زوجة البواب - ياسر شلبي: السجين - محمد جمال |

## أحداث الفيلم
يصطحب محسن (أشرف عبد الباقي) رفيقته سوسو (أميرة فتحي) إلى بيته أثناء غياب والديه لأداء العمرة. يعتزم العاشقان قضاء ليلة حمراء ولكن يفاجئهم الأصدقاء محسن مهاد (علاء ولي الدين) وغزال (عبد الله الكاتب) بإقامة حفل عيد ميلاد محسن، وتحضر أيضاً للإحتفال فرح (جالا فهمي) حبيبة محسن، التي تقطع علاقتها به بعد مشاهدته مصاحباً لرفيقته سوسو، وكذلك يحضر والد محسن من سفره، ويأمر الجميع بمغادرة البيت بما فيهم محسن. يقرر الشباب البحث عن عمل، فيعمل مهاد في محل لبيع الأحذية النسائية، ولكن تحرشه بالزبائن يؤدى لطرده، أما غزال فيعمل في ملهى ليلي، ولكن تناوله للخمور أثناء العمل يتسبب في فصله، أما محسن فيعمل بمطعم للوجبات السريعة، ويتصادف حضور رفيقته سوسو وزوجها الجديد، ويحاول محسن أن يواعدها، ويكتشف زوجها ما بينهم ويطلقها، كما يفصل محسن من عمله. يقرر الأصدقاء الثلاثة السفر إلى الغردقة للعمل مع صديقهم بيبرس (حسين الإمام) الذي يمتلك نصف الغردقة، ولكنهم يكتشفوا أنه عاطل مثلهم، فقد ورث عن والده منجراً كبيراً مساحته 100 متر مربع مشاركة مع سارة (جيهان فاضل) ابنة زوجة أبيه الأخيرة الإيطالية الجنسية. يقرر الجميع تحويل المكان لبيع البيتزا، ويتعاون الجميع في إعداد البيتزا وتوصيلها للعملاء. يكتشف محسن وجود حبيبته فرح مع والدها توتي (السيد راضي)، رجل الأعمال، فيعتذر لها، وتطلب منه التقدم لخطبتها من والدها، الذي يرفضه، ويكلف ابن أخيه رعد (عمرو يسري) ان يلقن محسن درسا حتى يبتعد عن ابنة عمه، ولكن رعد يخطئ ويعتدي بالضرب على غزال، الذي تتورم عيناه، ويذهب للدكتورة جيهان (جيهان سلامة) للعلاج وتنشأ بينهم علاقة عاطفية. يقوم محسن بتوصيل البيتزا للزوجة الشابة دلال (وفاء عامر) المتزوجة من رجل مسن (كامل الشريف) والتي تقيم معه علاقة وتحاول أن تمنحه نقوداً في المقابل فيرفض. يذهب محسن لتوتي مرة أخرى لخطبة فرح، ولكن الأب يطلب منه نصف مليون جنيه شبكة، ونصف مليون مهر، فيسقط في يده، ويواصل زياراته لدلال ليحصل على النقود منها. يحاول مهاد إقامة علاقة مع ساره، ولكنه يكتشف أنها تحب بيبرس. يقوم الزوج المسن بقتل زوجته الخائنة دلال ويلوذ بالفرار، ويكتشف محسن مصرعها، ويحاول الهرب، فيقبض عليه ويتهم بقتلها، ولكن فرح تجمع باقي الأصدقاء لمساعدة محسن، والبحث عن القاتل الحقيقي. يقرر الأصدقاء اقتحام الفيلا التي قتلت فيها دلال، ويعثروا على كاميرا فيديو كانت دلال تصور بها نفسها ويظهر فيها القاتل الحقيقي، ويسارعوا بتقديم الكاميرا للنيابة التي تفرج عن محسن، الذي يقرر العودة للقاهرة. يكتشف توتي أن محسن يتعلم من أخطاؤه بدليل قرار عودته للقاهرة، ويتأكد أنه الزوج المناسب لإبنته، ويقرر مساعدة الجميع بإقامة مشروع سياحي مع الشباب.

## روابط خارجية
- مقالات تستعمل روابط فنية بلا صلة مع ويكي بيانات
- بيتزا بيتزا على موقع الدهليز
- بيتزا بيتزا على موقع كاروهات
- بيتزا بيتزا على موقع تراكت تيفي